# Kardinalski zbor
Kardinalski zbor (lat. Collegium Cardinalium), službeno Sveti Kardinalski zbor (Sanctum Collegium Cardinalium) je tijelo Svete Stolice koje čine kardinali.
f
Od 22. siječnja 2025., postoji 252 kardinala, od kojih 138 ima pravo glasa u konklavi za izbor novoga pape. Kardinale doživotno imenuje papa, ali pravo glasa prestaje s navršenih 80 godina.
Prema crkvenom pravu, kako je definirano apostolskom konstitucijom Universi Dominici gregis, samo kardinali koji nisu navršili 80. rođendan na dan kada Sveta Stolica postaje upražnjena imaju pravo sudjelovati u konklavi za izbor novog pape. Ista apostolska konstitucija precizira da u konklavi ne smije sudjelovati više od 120 kardinala, ali ne predviđa postojanje više od 120 podobnih kardinala izbornika, iako je taj broj često premašen. Kardinali mogu biti imenovani i in pectore te u tome slučaju papa ne otkriva njihov identitet; oni nemaju pravo na kardinalske povlastice dok se njihova imena javno ne objave. Imenovanja svih takvih kardinala čija imena nisu otkrivena prije papine smrti ili ostavke automatski prestaju vrijediti.
Na čelu Kardinalskog zbora nalazi se dekan kardinalskog zbora, a zamjenjuje ga poddekan. Oni nemaju vlasti upravljanja nad ostalim kardinalima, nego djeluju kao prvi među jednakima (primus inter pares).

## Povijest
Papa Siksto V. odlučio je apostolskom konstitucijom Post quam verus ille od 3. prosinca 1586. godine ograničiti broj kardinala, koji biraju papu, na najviše 70. Taj broj je papa odredio prema broju od 70 staraca koje je Mojsije odredio kao vođe izabranom narodu. Odredbe pape Siksta V. potvrđene su kanonom 231. Kanonskog zakonika. Odredbe Sikstovog dokumenta ostat će nepromijenjene sve do pontifikata pape Ivana XXIII. Uzimajući u obzir razvoj Crkve na drugim kontinentima izvan Europe, posebno u Latinskoj Americi, papa Ivan XXIII. prekršio je tada važeći zakon i povećao broj članova de facto, ali ne i de jure, na 90. To je učinio njegov nasljednik papa Pavao VI. konstitucijom Romano Pontifici eligendo od 1. listopada 1975. g. kojom je podijelio kardinale na kardinale izbornike (elektore) i neizbornike, odredivši da kardinali prestaju biti elektori (oni koji mogu birati i biti izabrani za papu) po navršetku 80. godine života. Broj izbornika ograničen je na 120 članova, a broj neizbornika ovisio je o dobi onih koji su prešli kritičnu granicu od 80 godina.
Oni obnašaju, zajednički, suverenu vlast samo u vrijeme Sede vacante, tj. samo onda kada je papinska stolica upražnjena. Ta vlast je također ograničena jer im je zabranjeno uvoditi novosti: Sede vacante nihil innovetur.
Nije uvijek bilo tako i povijest je zabilježila kardinalske skupove na kojima je bilo vrlo živo, kao na parlamentarnim sjednicama. U srednjem vijeku konzistoriji su se održavali češće i na njima su kardinali tražili od papa veće ovlasti za sebe. Tek je papa Lav X. izveo svojevrsni „državni udar” kada je 1. srpnja 1517. g., ne savjetujući se ni s kim (pa ni s Kardinalskim zborom), imenovao odjednom trideset jednog kardinala koji su svi odreda odbijali prihvatiti zaključke sabora u Konstanzu i u Baselu-Ferrari-Firenci. Papa Lav X. time je podsjetio da kardinali, premda biraju papu, njemu „duguju” svoj kardinalski položaj. 
U jednom nagovoru od 28. lipnja 1967. g. papa Pavao VI. naglasio je važnost Kardinalskog zbora za život Crkve. Unutar Kardinalskog zbora papa bira državnog tajnika, prefekte dikasterija Rimske kurije (do 2022. kongregacija), predsjednike vijeća i povjerenstava, legate koje šalje u inozemstvo da ga predstavljaju na nekom skupu, posebne izaslanike itd. Dužnost je kardinala sudjelovati u radu dikasterija, savjeta ili povjerenstava Kurije. Njihovo sudjelovanje u radu tih tijela je stvarno, a ne zahtijeva se jedino od članova Kardinalskog zbora koji trajno borave u Rimu. Kardinalska čast je doživotna, iako je bilo i slučajeva da su neki bez nje ostajali. Tako je na primjer za pontifikata pape Pija XI. kardinal Billot ponovno postao vlč. otac Billot iz Družbe Isusove; bio je primoran dati ostavku u Kardinalskom zboru zbog neslaganja s Papom oko osude Francuske akcije.

### Podjela
Kardinalski zbor podijeljen je u tri reda, s formalnim prvenstvom u sljedećem redoslijedu:
1. Kardinali biskupi (KB): naslov je šestorice kardinala kojima papa  dodjeljuje naslove sedam prigradskih biskupija u blizini Rima,[a] kao i nekoliko drugih kardinala koji su iznimno kooptirani u red,[6][7] kao i patrijarsi koji su na čelu jedne od istočnih katoličkih Crkava.[5] Kardinali biskupi (isključujući istočne katoličke patrijarhe) između sebe biraju dekana kardinalskog zbora i prodekana, koje odobrava papa;[3] to su trenutno Giovanni Battista Re i Leonardo Sandri; među kardinalima izbornicima, viši kardinal biskup je Pietro Parolin.
2. Kardinali svećenici (KS): naslov je biskupa koji su obično zaduženi za upravu biskupijama diljem svijeta, kao i bivši kardinali đakoni koji su se odlučili za uzdizanje u red kardinala svećenika.[8] Najstariji kardinal svećenik ima naslov prvosvećenika, trenutno je to Michael Michai Kitbunchu; među kardinalima izbornicima viši kardinal svećenik je Vinko Puljić.
3. Kardinali đakoni (KĐ): biskupi koji rade u Rimskoj kuriji ili diplomatskoj službi Svete Stolice, te svi drugi klerici, uključujući svećenike koji su dobili dispenzu da ne budu posvećeni za biskupa prije nego što postanu kardinal. Imaju izbor (lat.: optatio) da se odluče postati kardinali svećenici nakon što su deset godina bili kardinali đakoni.[3][9] Najstariji kardinal đakon je protođakon, trenutno Dominique Mamberti; također je stariji kardinal đakon među kardinalima izbornicima. Mlađi kardinal đakon među izbornicima je George Koovakad.

Za kardinale biskupe (isključujući istočne katoličke patrijarhe), dekan je prvi među jednakima, zatim vicedekan, a zatim, prema redoslijedu imenovanja kardinalima, ostali. Za kardinale biskupe koji su istočnokatolički patrijarsi, za kardinale svećenike i za kardinale đakone, prvenstvo se određuje prema datumu konzistorija na kojem su proglašeni kardinalima, a zatim prema redoslijedu kojim su se pojavili u službenoj objavi ili biltenu.
Kardinali su većinom članovi Latinske Crkve, ali i istočnih katoličkih Crkava. . Kardinali koji pripadaju ustanovama posvećenog života ili družbama apostolskog života označeni su odgovarajućim postnominalnim kraticama. Kardinali zaduženi za biskupije klasificirani su prema zemlji u kojoj se nalazi njihova biskupija, iako mogu biti državljani druge zemlje.
- Popis je zadnji put ažuriran 28. veljače 2025.

██ Kardinali koji su navršili 80 godina i nemaju pravo sudjelovanja u konklavi, označeni su crvenom bojom.

## Popis trenutno službujućih kardinala

### Kardinali biskupi
| Kardinali biskupi                                                  | Kardinali biskupi                                                  | Kardinali biskupi                                                  | Kardinali biskupi                                                  | Kardinali biskupi                                                  | Kardinali biskupi                                                  | Kardinali biskupi                                                  | Kardinali biskupi                                                  |
| Konzistorij                                                        | Slika                                                              | Ime i prezime                                                      | Grb                                                                | Država                                                             | Rođen                                                              | Dob                                                                | Služba                                                             |
| NASLOVNI BISKUPI SEDAM PRIGRADSKIH SJEDIŠTA I KOOPTIRANI KARDINALI | NASLOVNI BISKUPI SEDAM PRIGRADSKIH SJEDIŠTA I KOOPTIRANI KARDINALI | NASLOVNI BISKUPI SEDAM PRIGRADSKIH SJEDIŠTA I KOOPTIRANI KARDINALI | NASLOVNI BISKUPI SEDAM PRIGRADSKIH SJEDIŠTA I KOOPTIRANI KARDINALI | NASLOVNI BISKUPI SEDAM PRIGRADSKIH SJEDIŠTA I KOOPTIRANI KARDINALI | NASLOVNI BISKUPI SEDAM PRIGRADSKIH SJEDIŠTA I KOOPTIRANI KARDINALI | NASLOVNI BISKUPI SEDAM PRIGRADSKIH SJEDIŠTA I KOOPTIRANI KARDINALI | NASLOVNI BISKUPI SEDAM PRIGRADSKIH SJEDIŠTA I KOOPTIRANI KARDINALI |
| ------------------------------------------------------------------ | ------------------------------------------------------------------ | ------------------------------------------------------------------ | ------------------------------------------------------------------ | ------------------------------------------------------------------ | ------------------------------------------------------------------ | ------------------------------------------------------------------ | ------------------------------------------------------------------ |
| 21. veljače 2001.                                                  |                                                                    | Giovanni Battista Re                                               |                                                                    | Italija                                                            | 30. siječnja 1934.                                                 | 91                                                                 | DEKAN KARDINALSKOG ZBORA Pročelnik u miru Kongregacije za biskupe  |
| 24. studenoga 2007.                                                |                                                                    | Leonardo Sandri                                                    |                                                                    | Argentina                                                          | 18. studenoga 1943.                                                | 81                                                                 | Pročelnik u miru Dikasterija za istočne Crkve                      |
| 25. svibnja 1985.                                                  |                                                                    | Francis Arinze                                                     |                                                                    | Nigerija                                                           | 1. studenoga 1932.                                                 | 92                                                                 | Pročelnik u miru Kongregacije za bogoštovlje i stegu sakramenata   |
| 21. listopada 2003.                                                |                                                                    | Tarcisio Bertone, S.D.B.                                           |                                                                    | Italija                                                            | 2. prosinca 1934.                                                  | 90                                                                 | Državni tajnik u miru i kamerlengo u miru Svete Rimske Crkve       |
| 21. veljače 2001.                                                  |                                                                    | José Saraiva Martins, C.M.F.                                       |                                                                    | Portugal                                                           | 6. siječnja 1932.                                                  | 93                                                                 | Pročelnik u miru Kongregacije za kauze svetaca                     |
| 22. veljače 2014.                                                  |                                                                    | Pietro Parolin                                                     |                                                                    | Italija                                                            | 17. siječnja 1955.                                                 | 70                                                                 | Državni tajnik Njegove Svetosti                                    |
| 21. listopada 2003.                                                |                                                                    | Marc Ouellet, P.S.S.                                               |                                                                    | Kanada                                                             | 8. lipnja 1944.                                                    | 81                                                                 | Pročelnik u miru Dikasterija za biskupe                            |
| 18. veljače 2012.                                                  |                                                                    | Fernando Filoni                                                    |                                                                    | Italija                                                            | 15. travnja 1946.                                                  | 79                                                                 | Veliki meštar Viteškoga reda Sv. Groba Jeruzalemskoga              |
| 22. veljače 2014.                                                  |                                                                    | Beniamino Stella                                                   |                                                                    | Italija                                                            | 18. kolovoza 1941.                                                 | 83                                                                 | Pročelnik u miru Kongregacije za kler                              |
| 24. studenoga 2012.                                                |                                                                    | Luis Antonio Tagle                                                 |                                                                    | Filipini                                                           | 21. lipnja 1957.                                                   | 68                                                                 | Pro-prefekt Dikasterija za evangelizaciju naroda                   |
| PATRIJARSI ISTOČNIH KATOLIČKIH CRKAVA                              |                                                                    |                                                                    |                                                                    |                                                                    |                                                                    |                                                                    |                                                                    |
| 24. studenoga 2012.                                                |                                                                    | Bechara Boutros al-Rahi, O.M.M.                                    |                                                                    | Libanon                                                            | 25. veljače 1940.                                                  | 85                                                                 | Antiohijski patrijarh (Maronitska Crkva)                           |
| 28. lipnja 2018.                                                   |                                                                    | Louis Rafael I. Sako                                               |                                                                    | Irak                                                               | 4. srpnja 1948.                                                    | 77                                                                 | Bagdadski patrijarh (Kaldejska katolička Crkva)                    |

### Kardinali prezbiteri
| Kardinali prezbiteri | Kardinali prezbiteri                          | Kardinali prezbiteri                   | Kardinali prezbiteri   | Kardinali prezbiteri     | Kardinali prezbiteri | Kardinali prezbiteri                                                                                           | Kardinali prezbiteri                                                          |
| Konzistorij          | Slika                                         | Ime i prezime                          | Grb                    | Država                   | Rođen                | Dob | Služba                                                                        |
| -------------------- | --------------------------------------------- | -------------------------------------- | ---------------------- | ------------------------ | -------------------- | --- | ----------------------------------------------------------------------------- |
| 2. veljače 1983.     |                                               |                                        |                        |                          |                      | |                                                                               |
|                      | Michael Michai Kitbunchu                      |                                        | Tajland                | 25. siječnja 1929.       | 96                   | PRVOSVEĆENIK KARDINALSKOG ZBORA Bangkoški nadbiskup u miru                                                     |                                                                               |
| 25. svibnja 1985.    |                                               |                                        |                        |                          |                      | |                                                                               |
|                      | Paul Poupard                                  |                                        | Francuska              | 30. kolovoza 1930.       | 94                   | Predsjednik u miru Papinskoga vijeća za kulturu i međureligijski dijalog                                       |                                                                               |
|                      | Friedrich Wetter                              |                                        | Njemačka               | 20. veljače 1928.        | 97                   | Minhenski i frajzinški nadbiskup u miru                                                                        |                                                                               |
| 28. lipnja 1991.     |                                               |                                        |                        |                          |                      | |                                                                               |
|                      | Nicolás de Jesús López Rodríguez              |                                        | Dominikanska Republika | 31. listopada 1936.      | 88                   | Santodominški nadbiskup u miru                                                                                 |                                                                               |
|                      | Roger Mahony                                  |                                        | SAD                    | 27. veljače 1936.        | 89                   | Losanđelski nadbiskup u miru                                                                                   |                                                                               |
|                      | Camillo Ruini                                 |                                        | Italija                | 19. veljače 1931.        | 94                   | Generalni vikar za Rimsku biskupiju Nadsvećenik Papinske bazilike sv. Ivana Lateranskog u miru                 |                                                                               |
| 26. studenoga 1994.  |                                               |                                        |                        |                          |                      | |                                                                               |
|                      | Julius Riyadi Darmaatmadja, S.J.              |                                        | Indonezija             | 20. prosinca 1934.       | 90                   | Džakartski nadbiskup u miru                                                                                    |                                                                               |
|                      | Emmanuel Wamala                               |                                        | Uganda                 | 15. prosinca 1926.       | 98                   | Kampalski nadbiskup u miru                                                                                     |                                                                               |
|                      | Adam Joseph Maida                             |                                        | SAD                    | 18. ožujka 1930.         | 95                   | Detroitski nadbiskup u miru                                                                                    |                                                                               |
|                      | Vinko Puljić                                  |                                        | Bosna i Hercegovina    | 8. rujna 1945.           | 79                   | Vrhbosanski nadbiskup u miru                                                                                   |                                                                               |
|                      | Juan Sandoval Íñiguez                         |                                        | Meksiko                | 28. ožujka 1933.         | 92                   | Guadalaharski nadbiskup u miru                                                                                 |                                                                               |
| 21. veljače 1998.    |                                               |                                        |                        |                          |                      | |                                                                               |
|                      | James Francis Stafford                        |                                        | SAD                    | 26. srpnja 1932.         | 92                   | Veliki pokorničar u miru                                                                                       |                                                                               |
|                      | Salvatore De Giorgi                           |                                        | Italija                | 6. rujna 1930.           | 94                   | Palermski nadbiskup u miru                                                                                     |                                                                               |
|                      | Antonio María Rouco Varela                    |                                        | Španjolska             | 20. kolovoza 1936.       | 88                   | Madridski nadbiskup u miru                                                                                     |                                                                               |
|                      | Polycarp Pengo                                |                                        | Tanzanija              | 5. kolovoza 1944.        | 80                   | Daressalamski nadbiskup u miru                                                                                 |                                                                               |
|                      | Christoph Schönborn, O.P.                     |                                        | Austrija               | 22. siječnja 1945.       | 80                   | Bečki nadbiskup u miru                                                                                         |                                                                               |
|                      | Norberto Rivera Carrera                       |                                        | Meksiko                | 6. lipnja 1942.          | 83                   | Meksički nadbiskup u miru                                                                                      |                                                                               |
|                      | Janis Pujats                                  |                                        | Latvija                | 14. studenoga 1930.      | 94                   | Riški nadbiskup u miru                                                                                         |                                                                               |
| 21. veljače 2001.    |                                               |                                        |                        |                          |                      | |                                                                               |
|                      | Crescenzio Sepe                               |                                        | Italija                | 2. lipnja 1943.          | 82                   | Napuljski nadbiskup u miru                                                                                     |                                                                               |
|                      | Walter Kasper                                 |                                        | Njemačka               | 5. ožujka 1933.          | 92                   | Predsjednik u miru Papinskoga vijeća za promicanje jedinstva kršćana                                           |                                                                               |
|                      | Audrys Juozas Bačkis                          |                                        | Litva                  | 1. veljače 1937.         | 88                   | Vilniuski nadbiskup u miru                                                                                     |                                                                               |
|                      | Francisco Javier Errázuriz Ossa, PSchoenstatt |                                        | Čile                   | 5. rujna 1933.           | 91                   | Nadbiskup u miru Santiago de Chilea                                                                            |                                                                               |
|                      | Wilfrid Fox Napier, O.F.M.                    |                                        | JAR                    | 8. ožujka 1941.          | 84                   | Durbanski nadbiskup u miru                                                                                     |                                                                               |
|                      | Óscar Andrés Rodríguez Maradiaga, S.D.B.      |                                        | Honduras               | 29. prosinca 1942.       | 82                   | Tegusigalpski nadbiskup u miru                                                                                 |                                                                               |
|                      | Juan Luis Cipriani Thorne                     |                                        | Peru                   | 28. prosinca 1943.       | 81                   | Limski nadbiskup u miru                                                                                        |                                                                               |
| 21. listopada 2003.  |                                               |                                        |                        |                          |                      | |                                                                               |
|                      | Julián Herranz Casado                         |                                        | Španjolska             | 31. ožujka 1930.         | 95                   | Predsjednik u miru Papinskoga vijeća za zakonske tekstove                                                      |                                                                               |
|                      | Angelo Scola                                  |                                        | Italija                | 7. studenoga 1941.       | 83                   | Milanski nadbiskup u miru                                                                                      |                                                                               |
|                      | Anthony Olubunmi Okogie                       |                                        | Nigerija               | 16. lipnja 1936.         | 89                   | Lagoški nadbiskup u miru                                                                                       |                                                                               |
|                      | Gabriel Zubeir Wako                           |                                        | Sudan                  | 27. veljače 1941.        | 84                   | Kartumski nadbiskup emeritus                                                                                   |                                                                               |
|                      | Justin Francis Rigali                         |                                        | SAD                    | 19. travnja 1935.        | 90                   | Filadelfijski nadbiskup emeritus                                                                               |                                                                               |
|                      | Ennio Antonelli                               |                                        | Italija                | 18. studenoga 1936.      | 88                   | Predsjednik u miru Papinskoga vijeća za obitelj                                                                |                                                                               |
|                      | Peter Kodwo Appiah Turkson                    |                                        | Gana                   | 11. listopada 1948.      | 76                   | Kancelar Papinske akademije znanosti i Papinske akademije društvenih znanosti                                  |                                                                               |
|                      | Josip Bozanić                                 |                                        | Hrvatska               | 20. ožujka 1949.         | 76                   | Zagrebački nadbiskup u miru                                                                                    |                                                                               |
|                      | Jean-Baptiste Phạm Minh Mẫn                   |                                        | Vijetnam               | 5. ožujka 1934.          | 91                   | Hošiminski nadbiskup u miru                                                                                    |                                                                               |
|                      | Philippe Barbarin                             |                                        | Francuska              | 17. listopada 1950.      | 74                   | Lionski nadbiskup u miru                                                                                       |                                                                               |
|                      | Péter Erdő                                    |                                        | Mađarska               | 25. lipnja 1952.         | 73                   | Ostrogonsko-budimpeštanski nadbiskup                                                                           |                                                                               |
| 24. ožujka 2006.     |                                               |                                        |                        |                          |                      | |                                                                               |
|                      | Franc Rode, C.M.                              |                                        | Slovenija              | 23. rujna 1934.          | 90                   | Pročelnik u miru Kongregacije za ustanove posvećenoga života i društva apostolskoga života                     |                                                                               |
|                      | Agostino Vallini                              |                                        | Italija                | 17. travnja 1940.        | 85                   | Papinski legat pri bazilikama u Asizu                                                                          |                                                                               |
|                      | Gaudencio Borbon Rosales                      |                                        | Filipini               | 10. kolovoza 1932.       | 92                   | Manilski nadbiskup u miru                                                                                      |                                                                               |
|                      | Jean-Pierre Ricard                            |                                        | Francuska              | 25. rujna 1944.          | 80                   | Bordoški nadbiskup u miru                                                                                      |                                                                               |
|                      | Antonio Cañizares Llovera                     |                                        | Španjolska             | 15. listopada 1945.      | 79                   | Valencijski nadbiskup u miru                                                                                   |                                                                               |
|                      | Seán Patrick O'Malley, OFMcap.                |                                        | SAD                    | 29. lipnja 1944.         | 81                   | Predsjednik u miru Papinskog povjerenstva za zaštitu maloljetnika Bostonski nadbiskup u miru                   |                                                                               |
|                      | Stanisław Dziwisz                             |                                        | Poljska                | 27. travnja 1939.        | 86                   | Krakovski nadbiskup u miru                                                                                     |                                                                               |
|                      | Joseph Zen Ze-Kiun, S.D.B.                    |                                        | Hong Kong              | 13. siječnja 1932.       | 93                   | Hongkonški biskup u miru                                                                                       |                                                                               |
| 24. studenoga 2007.  |                                               |                                        |                        |                          |                      | |                                                                               |
|                      | Giovanni Lajolo                               |                                        | Italija                | 3. siječnja 1935.        | 90                   | Predsjednik u miru Papinskoga povjerenstva za Državu Vatikan                                                   |                                                                               |
|                      | Angelo Comastri                               |                                        | Italija                | 17. rujna 1943.          | 81                   | Nadsvećenik u miru Bazilike sv. Petra Generalni vikar u miru za Vatikan Predsjednik u miru Radionice sv. Petra |                                                                               |
|                      | Stanisław Ryłko                               |                                        | Poljska                | 4. srpnja 1945.          | 80                   | Nadsvećenik Papinske bazilike sv. Marije Velike                                                                |                                                                               |
|                      | Raffaele Farina, S.D.B.                       |                                        | Italija                | 24. rujna 1933.          | 91                   | Knjižničar i arhivar u miru Svete Rimske Crkve                                                                 |                                                                               |
|                      | Seán Brady                                    |                                        | Irska                  | 16. kolovoza 1939.       | 85                   | Armaški nadbiskup u miru                                                                                       |                                                                               |
|                      | Lluís Martínez Sistach                        |                                        | Španjolska             | 29. travnja 1937.        | 88                   | Barcelonski nadbiskup u miru                                                                                   |                                                                               |
|                      | Angelo Bagnasco                               |                                        | Italija                | 14. siječnja 1943.       | 82                   | Đenovski nadbiskup u miru                                                                                      |                                                                               |
|                      | Théodore-Adrien Sarr                          |                                        | Senegal                | 28. studenoga 1936.      | 88                   | Dakarski nadbiskup u miru                                                                                      |                                                                               |
|                      | Oswald Gracias                                |                                        | Indija                 | 24. prosinca 1944.       | 80                   | Bombajski nadbiskup u miru                                                                                     |                                                                               |
|                      | Francisco Robles Ortega                       |                                        | Meksiko                | 2. ožujka 1949.          | 76                   | Guadalaharski nadbiskup                                                                                        |                                                                               |
|                      | Daniel DiNardo                                |                                        | SAD                    | 23. svibnja 1949.        | 76                   | Galvestonsko-hjustonski nadbiskup                                                                              |                                                                               |
|                      | Odilo Pedro Scherer                           |                                        | Brazil                 | 21. rujna 1949.          | 75                   | Saopaulski nadbiskup                                                                                           |                                                                               |
|                      | John Njue                                     |                                        | Kenija                 | 1. siječnja 1946.        | 79                   | Nairobijski nadbiskup u miru                                                                                   |                                                                               |
|                      | Estanislao Esteban Karlic                     |                                        | Argentina              | 7. veljače 1926.         | 99                   | Paranski nadbiskup u miru                                                                                      |                                                                               |
| 20. studenoga 2010.  |                                               |                                        |                        |                          |                      | |                                                                               |
|                      | Robert Sarah                                  |                                        | Gvineja                | 15. lipnja 1945.         | 80                   | Pročelnik u miru Kongregacije za bogoštovlje i stegu sakramenata                                               |                                                                               |
|                      | Francesco Monterisi                           |                                        | Italija                | 28. svibnja 1934.        | 91                   | Nadsvećenik u miru Bazilike sv. Pavla izvan zidina                                                             |                                                                               |
|                      | Raymond Leo Burke                             |                                        | SAD                    | 30. lipnja 1948.         | 77                   | Zaštitnik u miru Suverenoga viteškog malteškog reda                                                            |                                                                               |
|                      | Kurt Koch                                     |                                        | Švicarska              | 15. ožujka 1950.         | 75                   | Prefekt Dikasterija za promicanje jedinstva kršćana                                                            |                                                                               |
|                      | Mauro Piacenza                                |                                        | Italija                | 15. rujna 1944.          | 80                   | Veliki pokorničar u miru                                                                                       |                                                                               |
|                      | Gianfranco Ravasi                             |                                        | Italija                | 18. listopada 1942.      | 82                   | Predsjednik u miru Papinskoga vijeća za kulturu                                                                |                                                                               |
|                      | Paolo Romeo                                   |                                        | Italija                | 20. veljače 1938.        | 87                   | Palermski nadbiskup u miru                                                                                     |                                                                               |
|                      | Donald William Wuerl                          |                                        | SAD                    | 12. studenoga 1940.      | 84                   | Vašingtonski nadbiskup u miru                                                                                  |                                                                               |
|                      | Raymundo Damasceno Assis                      |                                        | Brazil                 | 15. veljače 1937.        | 88                   | Aparesidanski nadbiskup u miru                                                                                 |                                                                               |
|                      | Kazimierz Nycz                                |                                        | Poljska                | 1. veljače 1950.         | 75                   | Varšavski nadbiskup u miru                                                                                     |                                                                               |
|                      | Malcolm Ranjith                               |                                        | Šri Lanka              | 15. studenoga 1947.      | 77                   | Kolombski nadbiskup                                                                                            |                                                                               |
|                      | Reinhard Marx                                 |                                        | Njemačka               | 21. rujna 1953.          | 71                   | Minhenski i frajzinški nadbiskup                                                                               |                                                                               |
|                      | Walter Brandmüller                            |                                        | Njemačka               | 5. siječnja 1929.        | 96                   | Predsjednik u miru Papinskoga povjerenstva za povijesne znanosti                                               |                                                                               |
| 18. veljače 2012.    |                                               |                                        |                        |                          |                      | |                                                                               |
|                      | Manuel Monteiro de Castro                     |                                        | Portugal               | 29. ožujka 1938.         | 87                   | Veliki pokorničar u miru                                                                                       |                                                                               |
|                      | Santos Abril y Castelló                       |                                        | Španjolska             | 21. rujna 1935.          | 89                   | Nadsvećenik u miru Bazilike svete Marije Velike                                                                |                                                                               |
|                      | Antonio Maria Vegliò                          |                                        | Italija                | 3. veljače 1938.         | 87                   | Predsjednik u miru Papinskoga vijeća za pastoralnu skrb izbjeglica i selilaca                                  |                                                                               |
|                      | Giuseppe Bertello                             |                                        | Italija                | 1. listopada 1942.       | 82                   | Predsjednik u miru Papinskoga povjerenstva za Državu Vatikan                                                   |                                                                               |
|                      | Francesco Coccopalmerio                       |                                        | Italija                | 6. ožujka 1938.          | 87                   | Predsjednik u miru Papinskoga vijeća za zakonske tekstove                                                      |                                                                               |
|                      | João Braz de Aviz                             |                                        | Brazil                 | 24. travnja 1947.        | 78                   | Pročelnik u miru Dikasterija za ustanove posvećenoga života i društva apostolskoga života                      |                                                                               |
|                      | Edwin Frederick O'Brien                       |                                        | SAD                    | 8. travnja 1939.         | 86                   | Veliki meštar u miru Viteškoga reda Sv. Groba Jeruzalemskoga                                                   |                                                                               |
|                      | Domenico Calcagno                             |                                        | Italija                | 3. veljače 1943.         | 82                   | Predsjednik u miru Uprave za baštinu Apostolske Stolice                                                        |                                                                               |
|                      | Giuseppe Versaldi                             |                                        | Italija                | 30. srpnja 1943.         | 81                   | Pročelnik u miru Kongregacije za katolički odgoj                                                               |                                                                               |
|                      | George Alencherry                             |                                        | Indija                 | 19. travnja 1945.        | 80                   | Ernakulamsko-angamalijski veliki nadbiskup (Siro-malabarska katolička Crkva)                                   |                                                                               |
|                      | Thomas Christopher Collins                    |                                        | Kanada                 | 16. siječnja 1947.       | 78                   | Torontski nadbiskup u miru                                                                                     |                                                                               |
|                      | Dominik Duka, O.P.                            |                                        | Češka                  | 26. travnja 1943.        | 82                   | Praški nadbiskup u miru                                                                                        |                                                                               |
|                      | Wim Eijk                                      |                                        | Nizozemska             | 22. lipnja 1953.         | 72                   | Utrehtski nadbiskup                                                                                            |                                                                               |
|                      | Giuseppe Betori                               |                                        | Italija                | 25. veljače 1947.        | 78                   | Firentinski nadbiskup u miru                                                                                   |                                                                               |
|                      | Timothy Michael Dolan                         |                                        | SAD                    | 6. veljače 1950.         | 75                   | Njujorški nadbiskup                                                                                            |                                                                               |
|                      | Rainer Maria Woelki                           |                                        | Njemačka               | 18. kolovoza 1956.       | 68                   | Kelnski nadbiskup                                                                                              |                                                                               |
|                      | John Tong Hon                                 |                                        | Hong Kong              | 31. srpnja 1939.         | 85                   | Hongkonški biskup u miru                                                                                       |                                                                               |
|                      | Lucian Mureșan                                |                                        | Rumunjska              | 23. svibnja 1931.        | 94                   | Fagaraško-albajulijski veliki nadbiskup (Rumunjska grkokatolička Crkva)                                        |                                                                               |
| 24. studenoga 2012.  |                                               |                                        |                        |                          |                      | |                                                                               |
|                      | James Michael Harvey                          |                                        | SAD                    | 20. listopada 1949.      | 75                   | Nadsvećenik Papinske bazilike sv. Pavla izvan zidina                                                           |                                                                               |
|                      | Baselios Cleemis                              |                                        | Indija                 | 15. lipnja 1959.         | 66                   | Trivandrumski veliki nadbiskup (Siro-malankarska katolička Crkva)                                              |                                                                               |
|                      | John Onaiyekan                                |                                        | Nigerija               | 29. siječnja 1944.       | 81                   | Abudžanski nadbiskup u miru                                                                                    |                                                                               |
|                      | Rubén Salazar Gómez                           |                                        | Kolumbija              | 22. rujna 1942.          | 82                   | Bogotski nadbiskup u miru                                                                                      |                                                                               |
| 22. veljače 2014.    |                                               |                                        |                        |                          |                      | |                                                                               |
|                      | Lorenzo Baldisseri                            |                                        | Italija                | 29. rujna 1940.          | 84                   | Glavni tajnik u miru Biskupske sinode                                                                          |                                                                               |
|                      | Gerhard Ludwig Müller                         |                                        | Njemačka               | 31. prosinca 1947.       | 77                   | Pročelnik u miru Kongregacije za nauk vjere                                                                    |                                                                               |
|                      | Vincent Gerard Nichols                        |                                        | Ujedinjeno Kraljevstvo | 8. studenoga 1945.       | 79                   | Vestminsterski nadbiskup                                                                                       |                                                                               |
|                      | Leopoldo José Brenes Solórzano                |                                        | Nikaragva              | 7. ožujka 1949.          | 76                   | Managuanski nadbiskup                                                                                          |                                                                               |
|                      | Gérald Cyprien Lacroix, ISPX                  |                                        | Kanada                 | 27. srpnja 1957.         | 67                   | Kvebeški nadbiskup                                                                                             |                                                                               |
|                      | Jean-Pierre Kutwa                             |                                        | Obala Bjelokosti       | 22. prosinca 1945.       | 79                   | Abiđanski nadbiskup                                                                                            |                                                                               |
|                      | Orani João Tempesta, OCist.                   |                                        | Brazil                 | 23. lipnja 1950.         | 75                   | Nadbiskup Sao Sebastiao do Rio de Janeiro                                                                      |                                                                               |
|                      | Gualtiero Bassetti                            |                                        | Italija                | 7. travnja 1942.         | 83                   | Peruđansko-pjevegradski nadbiskup u miru                                                                       |                                                                               |
|                      | Mario Aurelio Poli                            |                                        | Argentina              | 29. studenoga 1947.      | 77                   | Buenosaireski nadbiskup u miru                                                                                 |                                                                               |
|                      | Andrew Yeom Soo-jung                          |                                        | Južna Koreja           | 5. prosinca 1943.        | 81                   | Seulski nadbiskup u miru                                                                                       |                                                                               |
|                      | Ricardo Ezzati Andrello, S.D.B.               |                                        | Čile                   | 7. siječnja 1942.        | 83                   | Santiagodečileanski nadbiskup u miru                                                                           |                                                                               |
|                      | Philippe Nakellentuba Ouédraogo               |                                        | Burkina Faso           | 31. prosinca 1945.       | 79                   | Uageduganski nadbiskup u miru                                                                                  |                                                                               |
|                      | Orlando Beltrán Quevedo, O.M.I.               |                                        | Filipini               | 11. ožujka 1939.         | 86                   | Kotabatski nadbiskup u miru                                                                                    |                                                                               |
|                      | Chibly Langlois                               |                                        | Haiti                  | 29. studenoga 1958.      | 66                   | Lezkajski biskup                                                                                               |                                                                               |
| 14. veljače 2015.    |                                               |                                        |                        |                          |                      | |                                                                               |
|                      | Manuel José Macário do Nascimento Clemente    |                                        | Portugal               | 16. srpnja 1948.         | 77                   | Lisabonski patrijarh u miru                                                                                    |                                                                               |
|                      | Berhaneyesus Demerew Souraphiel, C.M.         |                                        | Etiopija               | 14. srpnja 1948.         | 77                   | Adisabebski nadbiskup (Etiopska katolička Crkva)                                                               |                                                                               |
|                      | John Atcherley Dew                            |                                        | Novi Zeland            | 5. svibnja 1948.         | 77                   | Velingtonski nadbiskup u miru                                                                                  |                                                                               |
|                      | Edoardo Menichelli                            |                                        | Italija                | 14. listopada 1939.      | 85                   | Jakinsko-osimski nadbiskup u miru                                                                              |                                                                               |
|                      | Pierre Nguyễn Văn Nhơn                        |                                        | Vijetnam               | 1. travnja 1938.         | 87                   | Hanojski nadbiskup u miru                                                                                      |                                                                               |
|                      | Alberto Suárez Inda                           |                                        | Meksiko                | 30. siječnja 1939.       | 86                   | Morelijski nadbiskup u miru                                                                                    |                                                                               |
|                      | Charles Maung Bo, S.D.B.                      |                                        | Mjanmar                | 29. listopada 1948.      | 76                   | Janagonski nadbiskup                                                                                           |                                                                               |
|                      | Francis Xavier Kriengsak Kovithavanij         |                                        | Tajland                | 27. lipnja 1949.         | 76                   | Bangkoški nadbiskup u miru                                                                                     |                                                                               |
|                      | Francesco Montenegro                          |                                        | Italija                | 22. svibnja 1946.        | 79                   | Agriđentski nadbiskup u miru                                                                                   |                                                                               |
|                      | Daniel Fernando Sturla Berhouet, S.D.B.       |                                        | Urugvaj                | 4. srpnja 1959.          | 66                   | Montevidejski nadbiskup                                                                                        |                                                                               |
|                      | Ricardo Blázquez Pérez                        |                                        | Španjolska             | 13. travnja 1942.        | 83                   | Valjadolidski nadbiskup u miru                                                                                 |                                                                               |
|                      | José Luis Lacunza Maestrojuán, O.A.R.         |                                        | Panama                 | 24. veljače 1944.        | 81                   | Davidski biskup u miru                                                                                         |                                                                               |
|                      | Arlindo Gomes Furtado                         |                                        | Zelenortska Republika  | 15. studenoga 1949.      | 75                   | Santiagodekapoverdski biskup                                                                                   |                                                                               |
|                      | Soane Patita Paini Mafi                       |                                        | Tonga                  | 19. prosinca 1961.       | 63                   | Tonganski biskup                                                                                               |                                                                               |
|                      | Luis Héctor Villalba                          |                                        | Argentina              | 11. listopada 1934.      | 90                   | Tukumanski nadbiskup u miru                                                                                    |                                                                               |
|                      | Júlio Duarte Langa                            |                                        | Mozambik               | 27. listopada 1927.      | 97                   | Šajšajski biskup u miru                                                                                        |                                                                               |
| 19. studenoga 2016.  |                                               | Dieudonné Nzapalainga, C.S.Sp.         |                        | Srednjoafrička Republika | 14. ožujka 1967.     | 58 | Bangujski nadbiskup                                                           |
| 19. studenoga 2016.  |                                               | Carlos Osoro Sierra                    |                        | Španjolska               | 16. svibnja 1945.    | 80 | Madridski nadbiskup u miru                                                    |
| 19. studenoga 2016.  |                                               | Sérgio da Rocha                        |                        | Brazil                   | 21. listopada 1959.  | 65 | Nadbiskup São Salvador da Bahije                                              |
| 19. studenoga 2016.  |                                               | Blase J. Cupich                        |                        | SAD                      | 19. ožujka 1949.     | 76 | Čikaški nadbiskup                                                             |
| 19. studenoga 2016.  |                                               | Patrick D’Rozario, C.S.C.              |                        | Bangladeš                | 1. listopada 1946.   | 78 | Dakanski nadbiskup u miru                                                     |
| 19. studenoga 2016.  |                                               | Baltazar Enrique Porras Cardozo        |                        | Venezuela                | 10. listopada 1944.  | 80 | Karakaški nadbiskup u miru                                                    |
| 19. studenoga 2016.  |                                               | Jozef De Kesel                         |                        | Belgija                  | 17. lipnja 1947.     | 78 | Mehelensko-briselski nadbiskup u miru                                         |
| 19. studenoga 2016.  |                                               | Maurice Piat                           |                        | Mauricijus               | 19. srpnja 1941.     | 84 | Portlujski biskup emeritus                                                    |
| 19. studenoga 2016.  |                                               | Carlos Aguiar Retes                    |                        | Meksiko                  | 9. siječnja 1950.    | 75 | Meksički nadbiskup                                                            |
| 19. studenoga 2016.  |                                               | John Ribat, M.S.C.                     |                        | Papua Nova Gvineja       | 9. veljače 1957.     | 68 | Portmorzbijski nadbiskup                                                      |
| 19. studenoga 2016.  |                                               | Joseph William Tobin, CSsR.            |                        | SAD                      | 3. svibnja 1952.     | 73 | Nevarški nadbiskup                                                            |
| 28. lipnja 2017.     |                                               |                                        |                        |                          |                      | |                                                                               |
|                      | Jean Zerbo                                    |                                        | Mali                   | 27. prosinca 1943.       | 81                   | Bamakanski nadbiskup u miru                                                                                    |                                                                               |
|                      | Juan José Omella                              |                                        | Španjolska             | 21. travnja 1946.        | 79                   | Barcelonski nadbiskup                                                                                          |                                                                               |
|                      | Anders Arborelius, O.C.D.                     |                                        | Švedska                | 24. rujna 1949.          | 75                   | Štokholmski biskup                                                                                             |                                                                               |
|                      | Louis-Marie Ling Mangkhanekhoun               |                                        | Laos                   | 8. travnja 1944.         | 81                   | Vijencijanski apostolski vikar u miru                                                                          |                                                                               |
|                      | Gregorio Rosa Chávez                          |                                        | Salvador               | 3. rujna 1942.           | 82                   | Sansalvadorski pomoćni biskup u miru                                                                           |                                                                               |
| 28. lipnja 2018.     |                                               | Angelo De Donatis                      |                        | Italija                  | 4. siječnja 1954.    | 71 | Veliki pokorničar                                                             |
| 28. lipnja 2018.     |                                               | Joseph Coutts                          |                        | Pakistan                 | 21. srpnja 1945.     | 80 | Karačijski nadbiskup u miru                                                   |
| 28. lipnja 2018.     |                                               | António Augusto dos Santos Marto       |                        | Portugal                 | 5. svibnja 1947.     | 78 | Leirijsko-fatimski biskup u miru                                              |
| 28. lipnja 2018.     |                                               | Pedro Ricardo Barreto Jimeno, S.J.     |                        | Peru                     | 12. veljače 1944.    | 81 | Huankajski nadbiskup u miru                                                   |
| 28. lipnja 2018.     |                                               | Désiré Tsarahazana                     |                        | Madagaskar               | 13. lipnja 1954.     | 71 | Toamasinski nadbiskup                                                         |
| 28. lipnja 2018.     |                                               | Giuseppe Petrocchi                     |                        | Italija                  | 19. kolovoza 1948.   | 76 | Lakvilski nadbiskup u miru                                                    |
| 28. lipnja 2018.     |                                               | Thomas Aquino Manyo Maeda              |                        | Japan                    | 3. ožujka 1949.      | 76 | Osakansko-takamatski nadbiskup                                                |
| 28. lipnja 2018.     |                                               | Toribio Ticona Porco                   |                        | Bolivija                 | 25. travnja 1937.    | 88 | Korokorski prelat u miru                                                      |
| 5. listopada 2019.   |                                               | Ignatius Suharyo Hardjoatmodjo         |                        | Indonezija               | 9. srpnja 1950.      | 75 | Džakartski nadbiskup                                                          |
| 5. listopada 2019.   |                                               | Juan de la Caridad García Rodríguez    |                        | Kuba                     | 11. srpnja 1948.     | 77 | Nadbiskup San Cristóbal de la Habane                                          |
| 5. listopada 2019.   |                                               | Fridolin Ambongo Besungu, OFMCap       |                        | DR Kongo                 | 24. siječnja 1960.   | 65 | Kinšaski nadbiskup                                                            |
| 5. listopada 2019.   |                                               | Jean-Claude Hollerich, S.J.            |                        | Luksemburg               | 9. kolovoza 1958.    | 66 | Luksemburški nadbiskup                                                        |
| 5. listopada 2019.   |                                               | Álvaro Leonel Ramazzini Imeri          |                        | Gvatemala                | 16. srpnja 1947.     | 78 | Ueuetenangaški nadbiskup                                                      |
| 5. listopada 2019.   |                                               | Matteo Maria Zuppi                     |                        | Italija                  | 11. listopada 1955.  | 69 | Bolonjski nadbiskup                                                           |
| 5. listopada 2019.   |                                               | Cristóbal López Romero, SDB            |                        | Maroko                   | 19. svibnja 1952.    | 73 | Rabatski nadbiskup                                                            |
| 5. listopada 2019.   |                                               | Sigitas Tamkevičius, S.J.              |                        | Litva                    | 7. studenoga 1938.   | 86 | Kaunaski nadbiskup u miru                                                     |
| 28. studenoga 2020.  |                                               | Antoine Kambanda                       |                        | Ruanda                   | 10. studenoga 1958.  | 66 | Kigalijski nadbiskup                                                          |
| 28. studenoga 2020.  |                                               | Wilton Daniel Gregory                  |                        | SAD                      | 7. prosinca 1947.    | 77 | Vašingtonski nadbiskup u miru                                                 |
| 28. studenoga 2020.  |                                               | Jose Fuerte Advincula                  |                        | Filipini                 | 30. ožujka 1952.     | 73 | Manilanski nadbiskup                                                          |
| 28. studenoga 2020.  |                                               | Celestino Aós Braco, OFMCap.           |                        | Čile                     | 6. travnja 1945.     | 80 | Nadbiskup Santiago de Chilea u miru                                           |
| 28. studenoga 2020.  |                                               | Augusto Paolo Lojudice                 |                        | Italija                  | 1. srpnja 1964.      | 61 | Sienski nadbiskup                                                             |
| 28. studenoga 2020.  |                                               | Felipe Arizmendi Esquivel              |                        | Meksiko                  | 1. svibnja 1940.     | 85 | Nadbiskup San Cristóbal de las Casasa u miru                                  |
| 27. kolovoza 2022.   |                                               | Jean-Marc Aveline                      |                        | Francuska                | 26. prosinca 1958.   | 66 | Marsejski nadbiskup                                                           |
| 27. kolovoza 2022.   |                                               | Peter Okpaleke                         |                        | Nigerija                 | 1. ožujka 1963.      | 62 | Ekvulobijski biskup                                                           |
| 27. kolovoza 2022.   |                                               | Leonardo Ulrich Steiner, O.F.M.        |                        | Brazil                   | 6. studenoga 1950.   | 74 | Manauški nadbiskup                                                            |
| 27. kolovoza 2022.   |                                               | Filipe Neri Ferrão                     |                        | Indija                   | 20. siječnja 1953.   | 72 | Patrijarh Istočne Indije Goanski i damanaški nadbiskup                        |
| 27. kolovoza 2022.   |                                               | Robert Walter McElroy                  |                        | SAD                      | 5. veljače 1954.     | 71 | Vašingtosnki nadbiskup                                                        |
| 27. kolovoza 2022.   |                                               | Virgílio do Carmo da Silva, S.D.B.     |                        | Istočni Timor            | 27. studenoga 1967.  | 57 | Dilijski nadbiskup                                                            |
| 27. kolovoza 2022.   |                                               | Oscar Cantoni                          |                        | Italija                  | 1. rujna 1950.       | 74 | Komoški biskup                                                                |
| 27. kolovoza 2022.   |                                               | Anthony Poola                          |                        | Indija                   | 15. studenoga 1961.  | 63 | Hiderabadaški nadbiskup                                                       |
| 27. kolovoza 2022.   |                                               | Paulo Cezar Costa                      |                        | Brazil                   | 20. srpnja 1967.     | 58 | Brazilijski nadbiskup                                                         |
| 27. kolovoza 2022.   |                                               | William Goh                            |                        | Singapur                 | 25. lipnja 1957.     | 68 | Singapurski nadbiskup                                                         |
| 27. kolovoza 2022.   |                                               | Adalberto Martínez Flores              |                        | Paragvaj                 | 8. srpnja 1951.      | 74 | Asuncijski nadbiskup                                                          |
| 27. kolovoza 2022.   |                                               | Giorgio Marengo, I.M.C.                |                        | Mongolija                | 7. lipnja 1974.      | 51 | Ulanbatarški apostolski prefekt                                               |
| 27. kolovoza 2022.   |                                               | Jorge Enrique Jiménez Carvajal, C.J.M. |                        | Kolumbija                | 29. ožujka 1942.     | 83 | Kartagenski nadbiskup u miru                                                  |
| 27. kolovoza 2022.   |                                               | Arrigo Miglio                          |                        | Italija                  | 18. srpnja 1942.     | 83 | Kaljarski nadbiskup u miru                                                    |
| 30. rujna 2023.      |                                               | Pierbattista Pizzaballa, O.F.M.        |                        | Izrael                   | 21. travnja 1965.    | 60 | Latinski jeruzalemski patrijarh                                               |
| 30. rujna 2023.      |                                               | Stephen Brislin                        |                        | JAR                      | 24. rujna 1956.      | 68 | Johanesburški nadbiskup                                                       |
| 30. rujna 2023.      |                                               | Ángel Sixto Rossi, S.J.                |                        | Argentina                | 11. kolovoza 1958.   | 66 | Kordobski nadbiskup                                                           |
| 30. rujna 2023.      |                                               | Luis José Rueda Aparicio               |                        | Kolumbija                | 3. ožujka 1962.      | 63 | Bogotski nadbiskup                                                            |
| 30. rujna 2023.      |                                               | Grzegorz Ryś                           |                        | Poljska                  | 9. veljače 1964.     | 61 | Lodski nadbiskup                                                              |
| 30. rujna 2023.      |                                               | Stephen Ameyu Martin Mulla             |                        | Južni Sudan              | 10. siječnja 1964.   | 61 | Jubski nadbiskup                                                              |
| 30. rujna 2023.      |                                               | José Cobo Cano                         |                        | Španjolska               | 20. rujna 1965.      | 59 | Madridski nadbiskup                                                           |
| 30. rujna 2023.      |                                               | Protase Rugambwa                       |                        | Tanzanija                | 31. svibnja 1960.    | 65 | Taborski nadbiskup                                                            |
| 30. rujna 2023.      |                                               | Sebastian Francis                      |                        | Malezija                 | 11. studenoga 1951.  | 73 | Penanški biskup                                                               |
| 30. rujna 2023.      |                                               | Stephen Chow Sau-yan, S.J.             |                        | Hong Kong                | 7. kolovoza 1959.    | 65 | Hongkonški biskup                                                             |
| 30. rujna 2023.      |                                               | François-Xavier Bustillo, OFMConv.     |                        | Francuska                | 23. studenoga 1968.  | 56 | Biskup Ajaccija                                                               |
| 30. rujna 2023.      |                                               | Américo Aguiar                         |                        | Portugal                 | 12. prosinca 1973.   | 51 | Setubalski biskup                                                             |
| 30. rujna 2023.      |                                               | Diego Rafael Padrón Sánchez            |                        | Venezuela                | 17. svibnja 1939.    | 86 | Kumanski nadbiskup u miru                                                     |
| 7. prosinca 2024.    |                                               | Carlos Castillo Mattasoglio            |                        | Peru                     | 28. veljače 1950.    | 75 | Limski nadbiskup                                                              |
| 7. prosinca 2024.    |                                               | Vicente Bokalic Iglic, C.M.            |                        | Argentina                | 11. lipnja 1952.     | 73 | Santiagodelesterski nadbiskup                                                 |
| 7. prosinca 2024.    |                                               | Luis Cabrera Herrera, O.F.M.           |                        | Ekvador                  | 11. listopada 1955.  | 69 | Gvajakvilski nadbiskup                                                        |
| 7. prosinca 2024.    |                                               | Fernando Chomalí Garib                 |                        | Čile                     | 10. ožujka 1957.     | 68 | Santiagodečilski nadbiskup                                                    |
| 7. prosinca 2024.    |                                               | Tarcisio Isao Kikuchi, S.V.D.          |                        | Japan                    | 1. studenoga 1958.   | 66 | Tokijski nadbiskup                                                            |
| 7. prosinca 2024.    |                                               | Pablo Virgilio David                   |                        | Filipini                 | 2. ožujka 1959.      | 66 | Kalokanski biskup                                                             |
| 7. prosinca 2024.    |                                               | Ladislav Nemet, S.V.D.                 |                        | Srbija                   | 7. rujna 1956.       | 68 | Beogradski nadbiskup                                                          |
| 7. prosinca 2024.    |                                               | Jaime Spengler, O.F.M.                 |                        | Brazil                   | 6. rujna 1960.       | 64 | Portoalegreški nadbiskup                                                      |
| 7. prosinca 2024.    |                                               | Ignace Bessi Dogbo                     |                        | Obala Bjelokosti         | 17. kolovoza 1961.   | 63 | Abiđanski nadbiskup                                                           |
| 7. prosinca 2024.    |                                               | Jean-Paul Vesco, O.P.                  |                        | Alžir                    | 10. ožujka 1962.     | 63 | Alžirski nadbiskup                                                            |
| 7. prosinca 2024.    |                                               | Dominique Mathieu, OFMConv.            |                        | Iran                     | 13. lipnja 1963.     | 62 | Teheransko-isfahanski nadbiskup                                               |
| 7. prosinca 2024.    |                                               | Roberto Repole                         |                        | Italija                  | 29. siječnja 1967.   | 58 | Torinski nadbiskup                                                            |
| 7. prosinca 2024.    |                                               | Baldassare Reina                       |                        | Italija                  | 26. studenoga 1970.  | 54 | Generalni vikar za Rim Nadsvećenik Papinske bazilike Svetog Ivana Lateranskog |
| 7. prosinca 2024.    |                                               | Frank Leo                              |                        | Kanada                   | 30. lipnja 1971.     | 54 | Torontski nadbiskup                                                           |
| 7. prosinca 2024.    |                                               | Mykola Bychok, CSsR.                   |                        | Australija               | 13. veljače 1980.    | 45 | Biskup melburnški (Ukrajinska grkokatolička Crkva)                            |
| 7. prosinca 2024.    |                                               | Domenico Battaglia                     |                        | Italija                  | 20. siječnja 1963.   | 62 | Napuljski nadbiskup                                                           |

### Kardinali đakoni
| KARDINALI ĐAKONI    | KARDINALI ĐAKONI                    | KARDINALI ĐAKONI                  | KARDINALI ĐAKONI       | KARDINALI ĐAKONI       | KARDINALI ĐAKONI    | KARDINALI ĐAKONI                                                                                | KARDINALI ĐAKONI                                                                                   |
| Konzistorij         | Slika                               | Ime i prezime                     | Grb                    | Država                 | Rođen               | Dob                                                                                             | Služba                                                                                             |
| ------------------- | ----------------------------------- | --------------------------------- | ---------------------- | ---------------------- | ------------------- | ----------------------------------------------------------------------------------------------- | -------------------------------------------------------------------------------------------------- |
| 14. veljače 2015.   |                                     |                                   |                        |                        |                     |                                                                                                 | |
|                     | Dominique Mamberti                  |                                   | Francuska              | 7. ožujka 1952.        | 73                  | Pročelnik Vrhovnog suda Apostolske signature                                                    | |
| 19. studenoga 2016. |                                     |                                   |                        |                        |                     |                                                                                                 | |
|                     | Mario Zenari                        |                                   | Italija                | 5. siječnja 1946.      | 79                  | Apostolski nuncij u Siriji                                                                      | |
|                     | Kevin Joseph Farrell                |                                   | SAD                    | 2. rujna 1947.         | 77                  | KAMERLENGO SVETE RIMSKE CRKVE Pročelnik Dikasterija za laike, obitelj i život                   | |
|                     | Ernest Simoni                       |                                   | Albanija               | 18. listopada 1928.    | 96                  | Svećenik Skadarsko-pultske nadbiskupije                                                         | |
| 28. lipnja 2018.    |                                     |                                   |                        |                        |                     |                                                                                                 | |
|                     | Luis Francisco Ladaria Ferrer, S.J. |                                   | Španjolska             | 19. travnja 1944.      | 81                  | Pročelnik u miru Kongregacije za nauk vjere                                                     | |
|                     | Giovanni Angelo Becciu              |                                   | Italija                | 2. lipnja 1948.        | 77                  | Pročelnik u miru Kongregacije za kauze svetaca                                                  | |
|                     | Konrad Krajewski                    |                                   | Poljska                | 25. studenoga 1963.    | 61                  | Djelitelj milostinje Njegove Svetosti                                                           | |
|                     | Aquilino Bocos Merino, C.M.F.       |                                   | Španjolska             | 17. svibnja 1938.      | 87                  | Generalni poglavar u miru Kongregacije misionara sinova Bezgrješnoga Srca Marijina              | |
| 5. listopada 2019.  |                                     | José Tolentino Calaça de Mendonça |                        | Portugal               | 15. prosinca 1965.  | 59                                                                                              | Pročelnik Dikasterija za kulturu i obrazovanje                                                     |
| 5. listopada 2019.  |                                     | Michael Czerny, S.J.              |                        | Kanada                 | 18. srpnja 1946.    | 79                                                                                              | Pročelnik Dikasterija za promicanje cjelovita ljudskog razvoja                                     |
| 5. listopada 2019.  |                                     | Michael Louis Fitzgerald, MAfr.   |                        | Ujedinjeno Kraljevstvo | 17. kolovoza 1937.  | 87                                                                                              | Apostolski nuncij u miru u Egiptu                                                                  |
| 28. studenoga 2020. |                                     | Mario Grech                       |                        | Malta                  | 20. veljače 1957.   | 68                                                                                              | Generalni tajnik Biskupske sinode                                                                  |
| 28. studenoga 2020. |                                     | Marcello Semeraro                 |                        | Italija                | 22. prosinca 1947.  | 77                                                                                              | Pročelnik Dikasterija za kauze svetaca                                                             |
| 28. studenoga 2020. |                                     | Mauro Gambetti, OFMConv.          |                        | Italija                | 27. listopada 1965. | 59                                                                                              | Generalni vikar za Vatikan Nadsvećenik Papinske Bazilike sv. Petra Predsjednik Radionice sv. Petra |
| 28. studenoga 2020. |                                     | Silvano Maria Tomasi, C.S.        |                        | Italija                | 12. listopada 1940. | 84                                                                                              | Posebni izaslanik za Suvereni viteški malteški red                                                 |
| 28. studenoga 2020. |                                     | Raniero Cantalamessa, OFMCap.     |                        | Italija                | 22. srpnja 1934.    | 91                                                                                              | Propovjednik u miru Papinskoga doma                                                                |
| 28. studenoga 2020. |                                     | Enrico Feroci                     |                        | Italija                | 27. kolovoza 1940.  | 84                                                                                              | Upravitelj Svetišta Naše Gospe od Božanske ljubavi u Castel di Leva u Rimu                         |
| 27. kolovoza 2022.  |                                     | Arthur Roche                      |                        | Ujedinjeno Kraljevstvo | 6. ožujka 1950.     | 75                                                                                              | Pročelnik Dikasterija za bogoštovlje i stegu sakramenata                                           |
| 27. kolovoza 2022.  |                                     | Lazarus You Heung-sik             |                        | Južna Koreja           | 17. studenoga 1951. | 73                                                                                              | Pročelnik Dikasterija za kler                                                                      |
| 27. kolovoza 2022.  |                                     | Fernando Vérgez Alzaga, L.C.      |                        | Španjolska             | 1. ožujka 1945.     | 80                                                                                              | Predsjednik u miru Papinskog povjerenstva za državu Vatikan                                        |
| 27. kolovoza 2022.  |                                     | Gianfranco Ghirlanda, S.J.        |                        | Italija                | 5. srpnja 1942.     | 83                                                                                              | Pokrovitelj Suverenog malteškog vojnog reda                                                        |
| 27. kolovoza 2022.  |                                     | Fortunato Frezza                  |                        | Italija                | 6. veljače 1942.    | 83                                                                                              | Kanonik kaptola papinske bazilike svetoga Petra                                                    |
| 30. rujna 2023.     |                                     | Claudio Gugerotti                 |                        | Italija                | 7. listopada 1955.  | 69                                                                                              | Pročelnik Dikasterija za istočne Crkve                                                             |
| 30. rujna 2023.     |                                     | Víctor Manuel Fernández           |                        | Argentina              | 18. srpnja 1962.    | 63                                                                                              | Pročelnik Dikasterija za nauk vjere                                                                |
| 30. rujna 2023.     |                                     | Emil Paul Tscherrig               |                        | Švicarska              | 3. veljače 1947.    | 78                                                                                              | Apostolski nuncij u miru u Italiji i San Marinu                                                    |
| 30. rujna 2023.     |                                     | Christophe Pierre                 |                        | Francuska              | 30. siječnja 1946.  | 79                                                                                              | Apostolski nuncij u Sjedinjenim Američkim Državama                                                 |
| 30. rujna 2023.     |                                     | Ángel Fernández Artime, S.D.B.    |                        | Španjolska             | 21. kolovoza 1960.  | 64                                                                                              | Proprefekt Dikasterija za ustanove posvećenog života i družbe apostolskog života                   |
| 30. rujna 2023.     |                                     | Agostino Marchetto                |                        | Italija                | 28. kolovoza 1940.  | 84                                                                                              | Tajnik u miru Papinskog vijeća za pastoral selilaca i putnika                                      |
| 7. prosinca 2024.   |                                     |                                   |                        |                        |                     |                                                                                                 | |
|                     | Angelo Acerbi                       |                                   | Italija                | 23. rujna 1925.        | 99                  | Apostolski nuncij u miru                                                                        | |
|                     | Rolandas Makrickas                  |                                   | Litva                  | 31. siječnja 1972.     | 53                  | Nadsvećenik papinske bazilike Svete Marije Velike                                               | |
|                     | Timothy Radcliffe, O.P.             |                                   | Ujedinjeno Kraljevstvo | 22. kolovoza 1945.     | 79                  | Magistar emeritus Reda propovjednika                                                            | |
|                     | Fabio Baggio, C.S.                  |                                   | Italija                | 15. siječnja 1965.     | 60                  | Podtajnik Odjela za migrante i izbjeglice Dikasterija za promicanje cjelovitog ljudskog razvoja | |
|                     | George Koovakad                     |                                   | Indija                 | 11. kolovoza 1973.     | 51                  | Pročelnik Dikasterija za međureligijski dijalog (Siro-malabarska katolička Crkva)               | |

## Strukturni prikaz

### Kardinali po papinskim imenovanjima
Tablica prikazuje broj trenutnih kardinala koje su imenovali posljednja tri pape te kojem redu kardinalskog zbora pripadaju.
| Papa   | Papa                         | Svi kardinali | Svi kardinali | Svi kardinali | Svi kardinali | Kardinali izbornici | Kardinali izbornici | Kardinali izbornici | Kardinali izbornici |
| Br.    | Name                         | KB            | KS            | KĐ            | Ukupno        | KB                  | KS                  | KĐ                  | Ukupno              |
| ------ | ---------------------------- | ------------- | ------------- | ------------- | ------------- | ------------------- | ------------------- | ------------------- | ------------------- |
| 264.   | Ivan Pavao II. (1978.–2005.) | 5             | 36            | 0             | 41            | 0                   | 5                   | 0                   | 5                   |
| 265.   | Benedikt XVI. (2005.–2013.)  | 4             | 58            | 0             | 62            | 2                   | 21                  | 0                   | 23                  |
| 266.   | Franjo (2013.–2025.)         | 4             | 111           | 34            | 149           | 3                   | 86                  | 21                  | 110                 |
| Ukupno | Ukupno                       | 13            | 205           | 34            | 252           | 5                   | 112                 | 21                  | 138                 |

### Kardinali posui iurismjesnim Crkvama
Dok većina kardinala pripada Latinskoj Crkvi, koja obuhvaća veliku većinu katolika, dio kardinala pripada jednoj od 23 autonomne (sui iuris) istočne katoličke Crkve. Trenutno postoje osmorica istočnokatoličkih kardinala, od kojih su šestorica kardinali izbornici:
- Bechara Boutros al-Rahi (Maronitska Crkva)
- Louis Rafael I. Sako (Kaldejska katolička Crkva), kardinal izbornik
- George Alencherry (Siro-malabarska katolička Crkva), kardinal izbornik
- Lucian Mureșan (Rumunjska grkokatolička Crkva)
- Baselios Cleemis (Siro-malankarska katolička Crkva), kardinal izbornik
- Berhaneyesus Demerew Souraphiel (Etiopska katolička Crkva), kardinal izbornik
- Mykola Bychok (Ukrajinska grkokatolička Crkva), kardinal izbornik
- George Koovakad (Siro-malabarska katolička Crkva), kardinal izbornik

| Mjesna sui iuris Crkva  | Mjesna sui iuris Crkva           | Svi kardinali | Kardinali izbornici |
| ----------------------- | -------------------------------- | ------------- | ------------------- |
| Latinska Crkva          | Latinska Crkva                   | 244           | 132                 |
| Istočne katoličke Crkve | Kaldejska katolička Crkva        | 1             | 1                   |
| Istočne katoličke Crkve | Etiopska katolička Crkva         | 1             | 1                   |
| Istočne katoličke Crkve | Maronitska Crkva                 | 1             | 0                   |
| Istočne katoličke Crkve | Rumunjska grkokatolička Crkva    | 1             | 0                   |
| Istočne katoličke Crkve | Siro-malabarska katolička Crkva  | 2             | 2                   |
| Istočne katoličke Crkve | Siro-malankarska katolička Crkva | 1             | 1                   |
| Istočne katoličke Crkve | Ukrajinska grkokatolička Crkva   | 1             | 1                   |
| Istočne katoličke Crkve | Međuzbroj                        | 8             | 6                   |
| Ukupno                  | Ukupno                           | 252           | 138                 |

### Kardinali po ustanovama posvećenog života ili družbama apostolskog života
Trenutačno postoji 66 kardinala redovnika, od kojih je 36 kardinala izbornika iz 28 ustanova posvećenog života i družbi apostolskog života.
| Pokrata | Ustanova ili družba                                                   | Svi kardinali | Kardinali izbornici |
| ------- | --------------------------------------------------------------------- | ------------- | ------------------- |
| CJM     | Kongregacija Isusa i Marije (Eudisti)                                 | 1             | 0                   |
| CM      | Misijska družba (Lazaristi)                                           | 3             | 2                   |
| CMF     | Kongregacije misionara sinova Bezgrješnoga Srca Marijina (Klaretinci) | 2             | 0                   |
| CS      | Kongregacija misionara svetog Karla Boromejskog (Skalabrinijanci)     | 2             | 1                   |
| CSC     | Kongregacija Svetoga Križa                                            | 1             | 0                   |
| CSSp    | Kongregacija Duha Svetoga                                             | 2             | 1                   |
| CSsR    | Kongregacija Presvetog Otkupitelja (Redemptoristi)                    | 2             | 2                   |
| IMC     | Misionari Marije Utješiteljice                                        | 1             | 1                   |
| ISch    | Schönstattski pokret                                                  | 1             | 0                   |
| ISPX    | Svjetovni institut Pija X.                                            | 1             | 1                   |
| IVD     | Voluntas Dei Institute                                                | 1             | 0                   |
| LC      | Kongregacija Kristovih legionara                                      | 1             | 1                   |
| MAfr    | Misionari Afrike (Bijeli oci)                                         | 1             | 0                   |
| MSC     | Misionari Presvetog Srca                                              | 1             | 1                   |
| OAR     | Red augustinskih rekolektanata                                        | 1             | 0                   |
| OCD     | Red bosonogih karmelićana                                             | 1             | 1                   |
| OCist   | Cistercitski red                                                      | 1             | 1                   |
| OFM     | Red manje braće (Franjevci)                                           | 5             | 4                   |
| OFMCap  | Red manje braće kapucina (Kapucini)                                   | 5             | 2                   |
| OFMConv | Red manje braće konventualaca (Koventualci)                           | 3             | 3                   |
| OMI     | Misionari oblati Bezgrješne Marije (Oblati)                           | 1             | 0                   |
| OMM     | Marijamitski maronitski red                                           | 1             | 0                   |
| OP      | Red propovjednika (Dominikanci)                                       | 5             | 3                   |
| OSA     | Red svetog Augustina (Augustinijanci)                                 | 1             | 1                   |
| PSS     | Svećenički red svetog Sulpicija (Sulpicijanci)                        | 1             | 0                   |
| SDB     | Družba svetog Franje Saleškog (Salezijanci)                           | 10            | 5                   |
| SJ      | Isusovački red (Isusovci)                                             | 9             | 4                   |
| SVD     | Družba Božje Riječi (Verbiti)                                         | 2             | 2                   |
| –       | Biskupijski svećenici                                                 | 186           | 102                 |
| Ukupno  | Ukupno                                                                | 252           | 138                 |

### Kardinali po kontinentima
Države su grupirane u kontinente općenito prema klasifikaciji Ujedinjenih naroda; Sjeverna Amerika obuhvaća podregije Sjeverne Amerike, Srednje Amerike i Kariba, dok Južna Amerika obuhvaća preostalu podregiju istog imena.
Statistički podaci o globalnom broju katolika preuzeti su iz izdanja „Annuarium Statisticum Ecclesiae” iz 2021. godine.
| Kontinent        | Svi kardinali | Svi kardinali | Karidnali izbornici | Karidnali izbornici | Postotak u sveukupnom broju katolika (2021.) |
| Kontinent        | Broj          | Postotak      | Broj                | Postotak            | Postotak u sveukupnom broju katolika (2021.) |
| ---------------- | ------------- | ------------- | ------------------- | ------------------- | -------------------------------------------- |
| Afrika           | 29            | 11,5 %        | 18                  | 13,0 %              | 19 %                                         |
| Sjeverna Amerika | 36            | 14,3 %        | 20                  | 14,5 %              | 21 %                                         |
| Južna Amerika    | 32            | 12,7 %        | 18                  | 13,0 %              | 27 %                                         |
| Azija            | 37            | 14,7 %        | 24                  | 17,4 %              | 11 %                                         |
| Europa           | 114           | 45,2 %        | 54                  | 39,1 %              | 21 %                                         |
| Oceanija         | 4             | 1,6 %         | 4                   | 2,9 %               | 1%                                           |
| Ukupno           | 252           | 100.0%        | 138                 | 100.0%              | 100%                                         |

### Kardinali po državama
Trenutno su 94 zemlje zastupljene u Kardinalskom zboru, uključujući 71 s barem jednim kardinalom izbornikom. Zemlje s najvećim brojem kardinala su Italija (51), SAD (17) i Španjolska (13). Među kardinalima izbornicima zemlje s najvećim brojem su Italija (17), SAD (10) i Brazil (7).
| Država                      | Kontinent        | Svi kardinali | Kardinali izbornici |
| --------------------------- | ---------------- | ------------- | ------------------- |
| Albanija                    | Europe           | 1             | 0                   |
| Alžir                       | Afrika           | 1             | 1                   |
| Argentina                   | Južna Amerika    | 8             | 4                   |
| Australija                  | Oceanija         | 1             | 1                   |
| Austrija                    | Europa           | 1             | 0                   |
| Bangladeš                   | Azija            | 1             | 0                   |
| Belgija                     | Europa           | 1             | 1                   |
| Bolivija                    | Južna Amerika    | 1             | 0                   |
| Bosna i Hercegovina         | Europa           | 1             | 1                   |
| Brazil                      | Južna Amerika    | 8             | 7                   |
| Burkina Faso                | Afrika           | 1             | 1                   |
| Češka                       | Europa           | 1             | 0                   |
| Čile                        | Južna Amerika    | 4             | 2                   |
| Demokratska Republika Kongo | Afrika           | 1             | 1                   |
| Dominikanska Republika      | Sjeverna Amerika | 1             | 0                   |
| Ekvador                     | Južna Amerika    | 1             | 1                   |
| Salvador                    | Sjeverna Amerika | 1             | 0                   |
| Etiopija                    | Afrika           | 1             | 1                   |
| Filipini                    | Azija            | 5             | 3                   |
| Francuska                   | Europe           | 8             | 5                   |
| Gana                        | Afrika           | 1             | 1                   |
| Gvatemala                   | Sjeverna Amerika | 1             | 1                   |
| Gvineja                     | Afrika           | 1             | 1                   |
| Haiti                       | Sjeverna Amerika | 1             | 1                   |
| Honduras                    | Sjeverna Amerika | 1             | 0                   |
| Hong Kong (Kina)            | Azija            | 3             | 1                   |
| Hrvatska                    | Europa           | 1             | 1                   |
| Indija                      | Azija            | 6             | 5                   |
| Indonezija                  | Azija            | 2             | 1                   |
| Irak                        | Azija            | 1             | 1                   |
| Iran                        | Azija            | 1             | 1                   |
| Irska                       | Europa           | 1             | 0                   |
| Istočni Timor               | Azija            | 1             | 1                   |
| Italija                     | Europa           | 51            | 17                  |
| Izrael                      | Azija            | 1             | 1                   |
| Japan                       | Azija            | 2             | 2                   |
| Južnoafrička Republika      | Afrika           | 2             | 1                   |
| Južna Koreja                | Azija            | 2             | 1                   |
| Južni Sudan                 | Afrika           | 1             | 1                   |
| Kanada                      | Sjeverna Amerika | 5             | 4                   |
| Kenija                      | Afrika           | 1             | 1                   |
| Kolumbija                   | Južna Amerika    | 3             | 1                   |
| Kuba                        | Sjeverna Amerika | 1             | 1                   |
| Laos                        | Azija            | 1             | 0                   |
| Latvija                     | Europa           | 1             | 0                   |
| Libanon                     | Azija            | 1             | 0                   |
| Litva                       | Europa           | 3             | 1                   |
| Luksemburg                  | Europa           | 1             | 1                   |
| Madagaskar                  | Afrika           | 1             | 1                   |
| Mađarska                    | Europe           | 1             | 1                   |
| Malezija                    | Azija            | 1             | 1                   |
| Mali                        | Afrika           | 1             | 0                   |
| Malta                       | Europa           | 1             | 1                   |
| Maroko                      | Afrika           | 1             | 1                   |
| Mauricijus                  | Afrika           | 1             | 0                   |
| Meksiko                     | Sjeverna Amerika | 6             | 2                   |
| Mjanmar                     | Azija            | 1             | 1                   |
| Mongolija                   | Azija            | 1             | 1                   |
| Mozambik                    | Afrika           | 1             | 0                   |
| Nigerija                    | Afrika           | 4             | 1                   |
| Nikaragva                   | Sjeverna Amerika | 1             | 1                   |
| Nizozemska                  | Europe           | 1             | 1                   |
| Novi Zeland                 | Oceanija         | 1             | 1                   |
| Njemačka                    | Europe           | 6             | 3                   |
| Obala Bjelokosti            | Afrika           | 2             | 2                   |
| Pakistan                    | Azija            | 1             | 1                   |
| Panama                      | Sjeverna Amerika | 1             | 0                   |
| Papua Nova Gvineja          | Oceanija         | 1             | 1                   |
| Paragvaj                    | Južna Amerika    | 1             | 1                   |
| Peru                        | Južna Amerika    | 3             | 1                   |
| Poljska                     | Europe           | 5             | 4                   |
| Portugal                    | Europe           | 6             | 4                   |
| Ruanda                      | Afrika           | 1             | 1                   |
| Rumunjska                   | Europe           | 1             | 0                   |
| Senegal                     | Afrika           | 1             | 0                   |
| Singapur                    | Azija            | 1             | 1                   |
| Sjedinjene Američke Države  | Sjeverna Amerika | 17            | 10                  |
| Slovenija                   | Europe           | 1             | 0                   |
| Srbija                      | Europe           | 1             | 1                   |
| Srednjoafrička Republika    | Afrika           | 1             | 1                   |
| Sudan                       | Afrika           | 1             | 0                   |
| Španjolska                  | Europe           | 13            | 6                   |
| Šri Lanka                   | Azija            | 1             | 1                   |
| Švedska                     | Europe           | 1             | 1                   |
| Švicarska                   | Europe           | 2             | 2                   |
| Tajland                     | Azija            | 2             | 1                   |
| Tanzanija                   | Afrika           | 2             | 1                   |
| Tonga                       | Oceanija         | 1             | 1                   |
| Uganda                      | Afrika           | 1             | 0                   |
| Ujedinjeno Kraljevstvo      | Europe           | 4             | 3                   |
| Urugvaj                     | Južna Amerika    | 1             | 1                   |
| Venezuela                   | Južna Amerika    | 2             | 0                   |
| Vijetnam                    | Azija            | 2             | 0                   |
| Zelenortska Republika       | Afrika           | 1             | 1                   |
| Ukupno                      | Ukupno           | 252           | 138                 |

## Poveznice
- Kardinal
- Kardinal kamerlengo
- Prvosvećenik kardinalskog zbora
- Papabile